# Legge di Lotka
La legge di Lotka è una osservazione statistica offerta da Alfred Lotka negli anni venti, secondo cui un numero relativamente piccolo di scienziati sarebbe responsabile della gran parte dei contributi prodotti dall'intera comunità scientifica.
In particolare, dato {\displaystyle X} il numero di contributi, il numero {\displaystyle Y} di autori con {\displaystyle X} contributi sarebbe pari a {\displaystyle Y=C/X^{a}}, con {\displaystyle C} costante dipendente dalla disciplina scientifica e {\displaystyle a} costante, con un valore statisticamente ricorrente vicino a 2.
La spiegazione di questa ricorrenza statistica è stato oggetto di numerose speculazioni soprattutto nella sociologia della scienza degli anni sessanta ed è tuttora un tema dibattuto.